# An-Najm

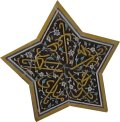
Stjärna från taket i Shah-moskén i Esfahan i safavidisk stil

An-Najm eller An-Nadjm (arabiska: سورة النجم ) ("Stjärnan") är den femtiotredje suran i Koranen med 62 verser (ayah).
De första arton verserna i suran tros vara några av de tidigaste uppenbarelserna av Koranen. Verserna betonar rättmätigheten i Muhammeds profetiska syner. Suran börjar med en gudomlig röst som svär vid "den sjunkande stjärnan" att "Er landsman," syftandes på Muhammed, "har inte gått vilse och han är alls inte besatt. Och han talar inte av egen drift." 
Suran utmärker sig genom att vara den första som fordrar muslimer att böja sig (falla ner, utföra sajdah) när den reciteras, enligt Ibn Kathirs tafsir och ett flertal hadither. När suran först upplästes av Muhammed i Mekka, föll alla muslimer och icke-muslimer som hörde recitationen ned för Gud, efter den fullbordande effekt som orden fick på dem. 